# Olha Lelejková
Olha Oleksandrivna Lelejková (* 21. července 1977 Kyjev, Sovětský svaz) je ukrajinská sportovní šermířka, která se specializuje na šerm fleretem. Ukrajinu reprezentuje od devadesátých let. Na olympijských hrách startovala v roce 2000 v soutěži jednotlivkyň a družstev a v roce 2008, 2012 a 2016 v soutěži jednotlivkyň. V roce 2007 obsadila třetí místo na mistrovství Evropy v soutěži jednotlivkyň.